# Rossgambiet
Het Rossgambiet is in de opening van een schaakpartij een variant in de flankspelen. Het gambiet valt onder ECO-code A04, de Zukertortopening, en heeft als openingszetten
1. Pf3 e5